# Le Diable
Le Diable is een kort verhaal van Guy de Maupassant uit 1886. Het werd voor het eerst gepubliceerd in de krant Le Gaulois.

## Verhaal
De Normandische boer Honoré Bontemps heeft een stervende moeder die hij van de dokter moet verzorgen. Omdat hij de tarwe nog moet binnenhalen, huurt Honoré een wasvrouw in, mevrouw La Rapet, met wie hij een prijsafspraak maakt: de vaste prijs van zes franc per dag. Maar als ze na een week blijft leven, hoeft Honoré haar niets te betalen. Mevrouw La Rapet vreest dat de taaie oude vrouw niet binnen een week zal sterven. Uit vrees dat ze zo haar betaling misloopt, vertelt ze aan mevrouw Bontemps dat de duivel haar een dezer dagen komt halen. Op de zevende dag vermomt La Rapet zich als de duivel en jaagt mevrouw Bontemps zoveel schrik aan dat haar hart het begeeft en ze overlijdt. Honoré Bontemps betaalt haar tweeënveertig franc. Hoewel hij er geen verklaring voor heeft, vermoedt hij dat hij door de oude wasvrouw is bedrogen.